# 思科認證
思科認證（英語：Cisco Career Certifications）是由思科系统經由認證考試發出的資訊技術專業認證，從初階到高階分為：初階（Entry）、工程師（Associate）、 資深工程師（Professional）、專家（Expert）和Architecture五個等級。認證技術範圍包括路由交換（Routing & Switching）、設計（Design）、網路安全（Network Security）、聯網儲存（Storage Networking）、服務提供商（Service Provider）、語音和無線網（Voice and Wireless）等專業領域。

## 初階（Entry）
思科認證初階網路工程師(Cisco Certified Entry Networking Technician)為思科最入門的認證，學習內容包含路由器、交換器基礎安裝，Packet Tracer操作和小企業網路故障排除，基本的網路安全、子網路切割、TCP/UDP、OSI 7等協定觀念，主要是降低學習網路的門檻。未來思科極可能讓CCENT成為前往進階認證必考基礎，也就是要考CCNA就必須先通過CCENT認證，讓學習者擁有更扎實的網路觀念。

## 外部連結
- （繁體中文）思科台灣官方網站 （页面存档备份，存于）